# Makaa-Njem-Sprachen

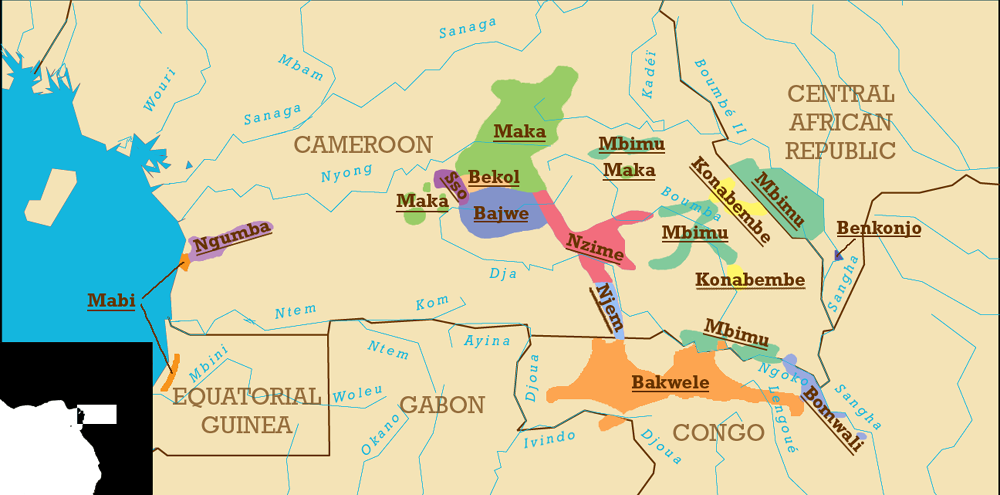
Verbreitung der Makaa-Njem-Sprachen in Westafrika

Die Makaa-Njem-Sprachen sind eine Sprachgruppe innerhalb der Guthrie-Zone A der Bantusprachen. 
Sie wird als Zone A80 klassifiziert und enthält dreizehn Einzelsprachen, die insgesamt von circa 335.000 Menschen in Kamerun, Äquatorialguinea, Gabun, der Republik Kongo und der Zentralafrikanischen Republik gesprochen werden. 
Die einzelnen Sprachen sind:
- Bekwil, ca. 12.000 Sprecher in der Republik Kongo, in Kamerun und Gabun
- Bomwali, ca. 39.300 Sprecher in der Republik Kongo und in Kamerun
- Byep, ca. 9500 Sprecher in Kamerun
- Gyele, ca. 42.800 Sprecher in Kamerun und Äquatorialguinea
- Kol, ca. 12.000 Sprecher in Kamerun
- Koonzime, ca. 30.000 Sprecher in Kamerun
- Kwasio, ca. 17.500 Sprecher in Kamerun und Äquatorialguinea
- Makaa, ca. 80.000 Sprecher in Kamerun
- Mpiemo, ca. 29.000 Sprecher in der Zentralafrikanischen Republik, in Kamerun und der Republik Kongo
- Mpongmpong, ca. 45.000 Sprecher in Kamerun
- Njyem, ca. 7000 Sprecher in Kamerun und der Republik Kongo
- So, ca. 9000 Sprecher in Kamerun
- Ukhwejo, ca. 2000 Sprecher in der Zentralafrikanischen Republik